# Аммоній Александрійський
Аммоній Александрійський (грец. Ἀμμώνιος) — відомий християнський письменник і філософ, автор коментаря на Євангелія від Матвія та від Івана.
У середині III століття Амоній Александрійський склав «Гармонію Євангелій», або «Діатессарон», в якій він ділив Євангелія на відділи, відомі під назвою «амонієвих секцій», які Євсевій Кесарійський, за його власним визнанням, використовував як відправну точку для створення своїх канонів.
Переклад «Діатессарон» на латинську мову зроблений єпископом капуйськім Віктором (пом. В 544 р), і часто передруковувався.
Євсевій Кесарійський згадує про твір Аммонія Александрійського під назвою «Згода Мойсея та Ісуса», але він не дійшов до теперішнього часу.